# Thomas de Perseigne
Thomas de Perseigne (ou Thomas le Cistercien, mort vers 1190, était un moine cistercien de l'abbaye de Perseigne, dans la Sarthe actuelle.

## Œuvre
Il est principalement connu pour un commentaire sur le Cantique des Cantiques rédigé entre 1179 et 1189.
Sa théologie est considéré comme typique de l'approche mystique du XIIe siècle. Le commentaire contient ses théories sur l'esthétique et est dédié à Ponce de Polignac, évêque de Clermont (de 1170 à 1189) et ancien abbé de Clairvaux. Il contient également un certain nombre de citations de poètes classiques.